# Cichladusa arquata
Tordo-das-palmeiras-de-colar (Cichladusa arquata) é uma espécie de ave da família Muscicapidae.
Pode ser encontrada nos seguintes países: Botswana, Burundi, República Democrática do Congo, Quénia, Malawi, Moçambique, Ruanda, Tanzânia, Uganda, Zâmbia e Zimbabwe.
Os seus habitats naturais são: savanas áridas e matagal húmido tropical ou subtropical.